# Dyemus purpureopulcher
Dyemus purpureopulcher là một loài bọ cánh cứng trong họ Cerambycidae.